# Soldier of Love (Lay Down Your Arms)
«Soldier of Love (Lay Down Your Arms)» (с англ. — «Солдат любви [Сложи своё оружие]») — песня, написанная Баззом Кейзоном и Тони Муном (Tony Moon). Песня была впервые записана в 1962 году американским исполнителем Артуром Александером (она вышла на сингле Soldier of Love; на стороне «Б» помещалась песня «Where Have You Been»). В 1963 году сингл был переиздан в Великобритании с обратным расположением данных песен, при этом название данной композиции было указано как «Soldiers of Love» (во множественном числе).

## Кавер-версии
- Группа «Битлз» записала кавер-версию данной песни для передачи «Pop Go The Beatles» радио BBC (запись была осуществлена 2 июля 1963 года, передача вышла в эфир 16 июля)[6]. Основную вокальную партию исполнял Джон Леннон[6]. Данная запись вошла в компиляционный альбом Live at the BBC, опубликованный в 1994 году.
- Американский исполнитель Маршалл Креншоу включил песню в свой дебютный альбом Marshall Crenshaw (1982 год).
- Группа Pearl Jam записала кавер-версию песни для альбома No Boundaries: A Benefit for the Kosovar Refugees (1999 год), изданного в поддержку косоваров, высланных самолётом в Австралию во время Косовской войны. Данная версия была опубликована также на стороне «Б» сингла «Last Kiss» этой же группы (1999 год).
- Песня была записана для альбома Soldiers of Love группы The Derailers (2006 год)[7].